# Паша Фейсконтроль
Павел Викторович Пичугин (2 августа 1981, Москва — 9 ноября 2019, Москва), известен под прозвищем Паша Фейсконтроль — российский клубный менеджер, одна из заметных фигур московской клубной жизни 2000-х годов.
В конце 1990-х начинал работать флаерщиком в модном ночном клубе «Титаник». Затем работал на фейсконтроле в кафе-баре Аркадия Новикова «Пирамида» и в ряде клубов Алексея Горобия. Одновременно учился и потом получил диплом стоматолога в МГМСУ. Пик карьеры Пичугина пришёлся на работу в престижном клубе «Дягилев», в 2006—2008 годах находившемся в саду «Эрмитаж». Непривычно субтильный по сравнению с обычными вышибалами на входе, Пичугин получил известность строгостью на фейсконтроле, где мог отказать во входе знаменитостям и очень состоятельным людям. В декабре 2007 года он стал героем одной из статей выпуска журнала Time, посвящённого Владимиру Путину, выбранному «Человеком года». После окончания «сытых нулевых», когда клубная жизнь столицы потеряла былое внимание, Пичугин продолжал работать в клубах. В последние годы он был управляющим партнёром Duran Bar на территории Трёхгорной мануфактуры. Умер в 2019 году от остановки сердца.
Пичугину посвящена песня 2008 года «Паша Face Control» группы «Дискотека Авария» и DJ Smash, он упоминается в романах «Идеаль» Фредерика Бегбедера и «Духless» Сергея Минаева.